# La Red
La Red är en ort i Mexiko.   Den ligger i kommunen Tepatitlán de Morelos och delstaten Jalisco, i den centrala delen av landet, 400 km väster om huvudstaden Mexico City. La Red ligger 1 741 meter över havet och antalet invånare är 193.
Terrängen runt La Red är varierad. Runt La Red är det ganska tätbefolkat, med 86 invånare per kvadratkilometer. Närmaste större samhälle är Tepatitlán de Morelos, 12,1 km norr om La Red. I omgivningarna runt La Red växer huvudsakligen savannskog.